# Національна пам'ятка історії Сан-Хуана
Національна пам'ятка історії Сан-Хуана — національний парк США, що об'єднує укріплення XIV—XVIII століть у місті Сан-Хуан в Пуерто-Рико. Управляється Службою національних парків США, є основною частиною історичної пам'ятки «Форталеза та Національна пам'ятка історії Сан-Хуана», внесеної до списку Всесвітньої спадщини ЮНЕСКО.

## Склад
До складу парку входять:
- Фортеця Ель-Морро
- Фортеця Сан-Кристобаль
- Форт Сан-Хуан-де-ла-Круз[en]
- «Бартизана диявола»
- Кріпосна стіна навколо старого міста з воротами Сан-Хуану

## Історія національного парку
Парк створено 1949 року, він належить Уряду США. У 2013 році йому було надано статус Національної історичної пам'ятки.
У 2002 році в Сан-Кристобалі було створено новий інформаційний центр.

### Статус ЮНЕСКО
Внесено 1983 року до переліку Всесвітньої спадщини ЮНЕСКО за критерієм vi, як ілюстрацію вписування європейської військової архітектури XVI-XX століть до карибського контексту.